# Dmitrij Siergiejew
Dmitrij Siergiejew (ros. Дмитрий Николаевич Сергеев, ur. 22 grudnia 1968) – rosyjski judoka. W barwach WNP brązowy medalista olimpijski z Barcelony.
Zawody w 1992 były jego pierwszymi igrzyskami olimpijskimi. Medal zdobył w wadze do 95 kilogramów. W tym samym roku był srebrnym medalistą mistrzostw Europy. Później walczył dla Rosji, brał udział w igrzyskach 1996. Wywalczył srebrny medal mistrzostw świata w 1995. Był ponownie srebrnym medalistą mistrzostw Europy w 1995 i brązowym w 1994 i 1996.